# マーロン・ヘアウッド
マーロン・アンダーソン・ヘアウッド（Marlon Anderson Harewood, 1979年8月25日 - ）は、イングランド・ロンドン・ハムステッド出身のサッカー選手。。ポジションはフォワード。

## 所属クラブ
- ノッティンガム・フォレストFC 1996-2003

→  FCハカ 1997-1998 (loan)
→  イプスウィッチ・タウンFC 1999 (loan)
- ウェストハム・ユナイテッドFC 2003-2007
- アストン・ヴィラFC 2007-2010

→  ウルヴァーハンプトン・ワンダラーズFC 2009 (loan)
→  ニューカッスル・ユナイテッドFC 2009 (loan)
- ブラックプールFC 2010-2011

→  バーンズリーFC 2011 (loan)
- 広州富力足球倶楽部 2011
- ノッティンガム・フォレストFC 2011-2012
- バーンズリーFC 2012-2013
- ブリストル・シティFC 2013-2014
- ハートリプール・ユナイテッドFC 2014-2015
- ナニートン・タウンFC 2015-